# Sainte-Luce, Isère
Sainte-Luce är en kommun i departementet Isère i regionen Auvergne-Rhône-Alpes i sydöstra Frankrike. Kommunen ligger i kantonen Corps som tillhör arrondissementet Grenoble. År 2022 hade Sainte-Luce 41 invånare.

## Befolkningsutveckling
Antalet invånare i kommunen Sainte-Luce
Referens:INSEE